# Šid
Šid (cyr. Шид) – miasto w Serbii, w Wojwodinie, w okręgu sremskim w regionie Srem, siedziba gminy Šid. W 2011 roku liczyło 14 893 mieszkańców.
W mieście znajduje się punkt graniczny pomiędzy Serbią, a Chorwacją.

## Kultura
W mieście znajdują się dwa muzea znanych artystów serbskich, którzy tworzyli w mieście – Iliji Bašičevicia i Savy Sumanovicia. Muzeum dedykowane Bašičevicowi zawiera ponad 300 eksponatów sztuki pięknej.

## Transport
W południowej części Šidu znajduje się stacja kolejowa położona na linii Belgrad–Šid służąca za punkt graniczny pomiędzy Serbią, a Chorwacją.

## Współpraca
- Genua, Włochy
- Andorra la Vella, Andora
- Kitee, Finlandia

## Osoby związane z Šidem
- Mira Banjac
- Ilija Bašičević
- Grozdana Olujić
- Boško Simonović
- Milenka Subić
- Sava Šumanović